# توماش مركفا
توماش مركفا مواليد 20 يناير 1989 في هافروف، التشيك، هو لاعب كرة يد تشيكي يلعب كحارس مرمى. مثل منتخب التشيك لكرة اليد.

## سجل المنافسة
شارك في البطولات التالية:
- بطولة أوروبا لكرة اليد للرجال 2014

## روابط خارجية
- توماش مركفا على موقع الاتحاد الأوروبي لكرة اليد (الإنجليزية)